# Долна Митрополия (община)
Община Долна Митрополия се намира в Северна България, област Плевен.

## География

### Географско положение, граници, големина
Общината е разположена в централната и северозападната част на област Плевен. С площта си от 674,897 km2 заема 2-ро място сред 11-те общини на областта, което съставлява 14,5% от територията на областта. Границите ѝ са следните:
- на североизток – община Гулянци;
- на юг – община Плевен и община Долни Дъбник;
- на запад – община Искър;
- на северозапад – община Оряхово, област Враца;
- на север – Румъния.

### Релеф
Преобладаващият релеф на общината е равнинен и слабо хълмист. Територията ѝ е разположена на границата между Средната Дунавска равнина на югоизток и Западната Дунавска равнина на северозапад, като тя условно се прокарва по вододела между реките Искър и Вит. Югоизточно от селата Рибен, Божурица и Биволаре в пределите на общината попадат крайните северни части на Плевенските височини. Тук югоизточно от село Божурица се намира най-високата ѝ точка – 221,4 m н.в. Районът между долните течения на реките Искър и Вит се заема от обширни равнинни и слабо хълмисти пространства, изцяло заети от обработваеми земи, като тук надморската височина достига до 190 m. На северозапад от река Искър, до границата с община Оряхово, на територията на общината се простират югоизточните части на обширното льосово плато Равнището югоизточните части, което югозападно от село Байкал се издига до 169 m н.в. Минималната височина на община Долна Митрополия се намира на брега на река Дунав, при устието на Искър – 27 m н.в.

### Води
Територията на община Долна Митрополия се характеризира с висок воден потенциал. В пределите на общината попада част от десния бряг на река Дунав от 639 до 647 km (километрите се броят от устието на реката). В северозападната ѝ част протича най-долното течение на река Искър (около 23 – 24 km), заедно с най-долното течение на река Гостиля (ляв приток). В югоизточната и част преминава участък от долното течение на Вит (около 18 km). Западно от град Долна Митрополия е изграден язовир Вълчовец, водите на който заедно с други по-малки микроязовири и водоеми се използват за напояване, риболов и добив на инертни материали. Водните площи заемат общ терен от 15 738 дка. В това число реките заемат 12 233 дка, язовирите и водоемите – 1755 дка, останалите са езера, блата и рибарници. Освен гореспоменатите съществуват къси и малки рекички с дъждовно подхранване, които се пълнят основно през пролетта. Състоянието на хидрографската мрежа, в компилация с посочените климатични условия в района благоприятстват отглеждането на зърнени, някои технически (слънчоглед) култури, зеленчукови култури, захарно цвекло, лозата и др. в равнинната част, овощи, горска и тревна растителност на юг.

### Климат
Община Долна Митрополия заема територия с типичен умерено-континентален климат. Тук лятото е горещо, а зимата студена. Ниската надморска височина и равнинния характер на релефа на север създава предпоставки за свободно преминаване на въздушни маси от север и северозапад с континентален и океански характер. Най-студеният месец е януари, със средномесечна температура 0,8 °C. Най-топлият месец е юли, със средномесечна температура 24,8 °C. Средната годишна температура в района е 12,4 °C. В тази част на Дунавската равнина се проявява една от най-големите за България средногодишни температурни амплитуди от 25,2 °C.
Средногодишните суми на валежите на територията на общината са около 550 мм/м². В северните части на общината, по крайбрежието на река Дунав се наблюдава честа мъгливост, относително висока влажност на въздуха и пр.

### Почви
Основен природен ресурс, с който общината разполага е почвеното богатство. Почвеното разнообразие е голямо и типично за Дунавската равнина. Най-широко разпространени са карбонатните и типични черноземи, излужени и оподзолени черноземи, глинест кафяв до тъмно кафяв льос. Често срещани са льосовидни и глинесто-песъкливи сиви горски почви и сиво-кафяви горски почви. На места са изразени слабо каменисти кафяви горски почви и рендзини. Поради наличието на богата хидрографска мрежа е високо наличието на делувиални и алувиално-делувиални ливадни почви. На места черноземите са с деградирала структура поради неефективно използване. Не са регистрирани засолени и вкислени земи и почви на територията на общината. Почвите в района се отличават с високо естествено плодородие и в съчетание умерено-континенталния климат се създават благоприятни предпоставки за интензивно развитие на земеделски дейности, като отглеждане на зърнени, зеленчукови, овощни, технически, маслодайни и фуражни култури и лозя.

### Флора и фауна
Флората на територията на община Долна Митрополия е представена от дървесна храстовидна растителност, пасища и ливади. Общината е сравнително бедна на горски масиви. Тук преобладават представителите на широколистната растителност. Най-чести представители са тополата и акациите, които се отглеждат за промишлени нужди. Също добре разпространени са дъб, липа, върба и други. В земеделските територии горите и полезащитните пояси заемат 23 559 дка. Държавният горски фонд заема площ от 21 936 дка. Защитените видове територии и обекти в общината са 6 броя. Защитените дървесни видове са 14 на брой.
Животинският свят в рамките на общината е типичен за този край на България. Негови представители са зайци, чакали, диви прасета, катерица, златка, белка, сърни, пор, язовец, полевка, врана, фазан, пъдпъдък, яребица, гугутка, врабец, ластовица, щъркел, патици, влечуги, насекоми и др. Често в границите на общината гнездят белия щъркел, къдроглав пеликан и др. Във водните басейни се срещат: клен, шаран, каракуда, щука, сом, кротушка, мряна, платика и др.

## Население

### Етнически състав (2011)
Численост и дял на етническите групи според преброяването на населението през 2011 г.:
|                     | Численост | Дял (в %) |
| Общо                | 20 064    | 100,00    |
| Българи             | 15 114    | 75,33     |
| Турци               | 449       | 2,24      |
| Цигани              | 1046      | 5,21      |
| Други               | 37        | 0,18      |
| Не се самоопределят | 89        | 0,44      |
| Неотговорили        | 3329      | 16,59     |

### Раждаемост
Статистическите данни за коефициента на раждаемост в община Долна Митрополия показват сравнително постоянно равнище за разлика от другите общини в Плевенска област, където има минимален растеж.
Коефициент на раждаемост – на 1000 души средногодишно:
| Община           | 2010 | 2011 | 2012 |
| Долна Митрополия | 7.9  | 9.5  | 7.9  |

### Населени места
Община Долна Митрополия включва 16 населени места с общо население 16 816 души (към 7 септември 2021 г.).
| Населено място   | Население (2021 г.) | Площ на землището km2 | Забележка (старо име) | Населено място | Население (2021 г.) | Площ на землището km2 | Забележка (старо име)           |
| ---------------- | ------------------- | --------------------- | --------------------- | -------------- | ------------------- | --------------------- | ------------------------------- |
| Байкал           | 317                 | 42,218                | Бешлии, Борил         | Крушовене      | 804                 | 60,139                |                                 |
| Биволаре         | 531                 | 12,427                | Сусурлу               | Ореховица      | 1074                | 70,761                | Оряховица                       |
| Божурица         | 842                 | 31,326                | Кацамуница            | Победа         | 453                 | 5,361                 | Демир кьой                      |
| Брегаре          | 462                 | 29,907                |                       | Подем          | 769                 | 30,781                | Мъртвица, Мършовица             |
| Горна Митрополия | 1513                | 44,583                | Горен Нетропол        | Рибен          | 581                 | 35,042                |                                 |
| Гостиля          | 179                 | 15,624                |                       | Славовица      | 421                 | 41,561                |                                 |
| Долна Митрополия | 2709                | 31,824                | Долен Нетропол        | Ставерци       | 1423                | 73,613                | Староверци                      |
| Комарево         | 974                 | 61,020                |                       | Тръстеник      | 3764                | 88,710                | Марашки Тръстеник               |
|                  |                     |                       |                       | ОБЩО           | 16816               | 674,897               | няма населени места без землища |

## Административно-териториални промени
- Указ № 98/обн. 18.02.1893 г. – преименува с. Демир кьой на с. Климентинено, а по късно без административен акт е преименувано на с. Климентинино и с. Климентина;
- МЗ № 2820/обн. 14.08.1934 г. – преименува с. Бешлии на с. Борил;

– преименува с. Кацамуница на с. Божурица;
- МЗ № 1966/обн. 16.11.1935 г. – преименува с. Мъртвица на с. Подем;
- МЗ № 2920/обн. 16 януари 1943 г. – заличава с. Климентина и го присъединява като квартал на с. Биволаре;
- Указ № 290/обн. 23.06.1950 г. – преименува с. Борил на с. Байкал;
- Указ № 317/обн. 13.12.1955 г. – заличава с. Злокучене (Злокучени) и го присъединява като квартал на с. Комарево;
- през 1956 г. – осъвременено е името на с. Оряховица на с. Ореховица без административен акт;
- Указ № 128/обн. 11.04.1961 г. – признава н.м. ДЗС „Георги Димитров“ за отделно населено място – с. Победа;
- Указ № 1942/обн. 17.09.1974 г. – признава с. Тръстеник за гр. Тръстеник;
- Указ № 1240/обн. 13.09.1977 г. – признава с. Долна Митрополия за гр. Долна Митрополия;
- Указ № 3005/обн. 09.10.1987 г. – закрива община Подем и присъединява включените в състава ѝ населени места към община Долна Митрополия.

## Икономика

### Икономическо развитие
Основни отрасли на икономиката в община Долна Митрополия са промишлеността, селското стопанство и услугите. Промишлеността в общината се определя и е развита в подотраслите: хранително-вкусова и лека промишленост. На територията на общината са развити транспортът, търговията и услугите. Услугите заемат важно място в местната индустрия, добре развитото земеделско стопанство е ключово за общината.
Промишлените предприятия са интегрирани на основата на селскостопанското производство – зърненофуражни култури, слънчогледово семе и др.

### Селско и горско стопанство
Икономиката на общината е силно обвързана с производството на местни суровини, на базата на селскостопанското
производство.
Зърнопроизводството е традиционно приоритетно направление. Най-големи площи са заети от ечемик, пшеница, царевица, слънчоглед и рапица.
По официално следените икономически индикатори (дял в създавания от общината брутен вътрешен продукт, принос в пазара на труда, дял в създавания личен и домакински доход) селското стопанство е отрасъл с решаващ принос в местната икономика на общината.
Чрез предоставените от ЕС възможности – програми за развитие на земеделието, Общината отбелязва напредък на малките и средни селскостопански фермери и арендатори. Обработването на земеделската земя следва тенденциите за увеличаване на инвестициите в селскостопанския сектор.

## Транспорт
През общината, от юг на север, покрай десния бряг на река Вит преминава участък от 19,3 km от трасето на жп линията гара Ясен – Черковица.
През общината преминават частично 4 пътя от Републиканската пътна мрежа на България с обща дължина 82,5 km:
- участък от 17,5 km от Републикански път II-11 (от km 157,1 до km 174,6);
- участък от 20,8 km от Републикански път III-118 (от km 5,3 до km 26,1);
- последният участък от 20,8 km от Републикански път III-137 (от km 12,6 до km 33,4);
- последният участък от 23,4 km от Републикански път III-3004 (от km 4,8 до km 26,1).

Естественият воден път по река Дунав, до който община Долна Митрополия има достъп, е чрез село Байкал. Реката осигурява нормални условия за корабоплаване и за увеличаване на обема и структурата на превозваните товари. За да отговори на нарасналите изисквания и да бъде конкурентоспособна, община Долна Митрополия предвижда да ускори модернизацията и реконструкцията на пристанищните съоръжения в село Байкал, като в плана за развитие се предвижда на пристанището да има товаро-разтоварна рампа, зърнобаза и складови помещения.

## Образование
На територията на община Долна Митрополия функционират 8 общински училища. Две от тях са средни общообразователни и се намират съответно в общинския център и в гр. Тръстеник. Останалите училища са основни и са локализирани в селата Божурица, Горна Митрополия, Комарево, Крушовене, Ореховица и Ставерци. 
Въпреки липсата на училища във всички населени места в общината, за всички деца се осигурява равен достъп до качествени образователни услуги. В училищата, в които се обучават ученици от други населени места, където няма училище, се осигуряват средства за транспортни разходи на учениците, целодневна организация на учебния ден и столово хранене.
Детските градини в община Долна Митрополия са 8, от които 3 са обединени детски заведения и 5 целодневни детски градини. Три от целодневните детски градини функционират с филиали в различни населени места. През учебната 2012/2013 г. в тях се възпитават 560 деца, от които 248 в подготвителни групи, една на 5 и 6-годишна възраст. Самостоятелни подготвителни групи са сформирани в обединените детски заведения в гр. Долна Митрополия и гр. Тръстеник, в целодневните детски градини в с. Горна Митрополия и с. Ставерци. За децата от населените места, в които няма детски градини – с. Победа, с. Славовица и с. Гостиля, е осигурен транспорт до приемащи детски градини.

## Здравеопазване
Здравното обслужване в общината е представено от един медицински център – „Медицински център I – Долна Митрополия“ ЕООД – с общински обхват. Специализираната медицинска помощ се осъществява от квалифицирани медицински кадри. Общината е отдала под наем кабинети на общопрактикуващи лекари. Доболничната помощ се осигурява от общопрактикуващи лекари.
В част от селищата има разкрити стоматологични кабинети. Общият брой на стоматолозите е 10, като те са на индивидуални практики.
В областта на детското и ученическо здравеопазване община Долна Митрополия осигурява необходимите условия, като включва яслени групи в обединените детски заведения, кадрово осигурени с 8 медицински сестри, и училищните здравни кабинети, кадрово осигурени със 7 медицински сестри.
Здравното обслужване на населението е приоритет на община Долна Митрополия. Като цяло в община Долна Митрополия е създадена добра организация на здравеопазването. Във всички селища е подсигурена специализирана помощ – амбулаторно и по домовете.

## Култура и културно наследство
На територията на община Долна Митрополия функционират 16 народни читалища (във всяко населено място) с численост 28,5 щ.бр. В последните години постепенно се подновява книжният фонд в читалищните библиотеки, ежегодно читалищата печелят проекти за попълване на библиотечния фонд.
НЧ Пробуда – 1925 г., с. Байкал
НЧ Пробуда – 1927 г., с. Биволаре
НЧ В.Левски – 1911 г., с. Божурица
НЧ Христо Ботев – 1924 г., с. Брегаре
НЧ Г.Раковски, с. Гостиля
НЧ Искра – 1923 г., с. Горна Митрополия
НЧ Просвета – 1927 г., гр. Долна Митрополия
НЧ Наука – 1905 г., с. Комарево
НЧ Саморазвитие – 1887 г., с. Крушовене
НЧ Отец Паисий, с. Ореховица
НЧ Зора – 1990 г., с. Победа
НЧ Пробуда – 1907 г., с. Подем
НЧ Х.Георгиев-1915 г., с. Рибен
НЧ Д.Благоев – 1926 г., с. Славовица
НЧ В.Левски – 1898 г., с. Ставерци
НЧ Неофит Рилски – 1872 г., гр. Тръстеник
В Народните читалищата са сформирани самодейни колективи – танцови, певчески, театрални, организират се празненства, конкурси, събирания. Лауреати са на много регионални и национални форуми като Старопланински събор „Балканфолк“ Велико Търново, „Копривщица“ и др. През последните години се наблюдава сериозно увеличение на броя на самодейните състави, което говори за засилен интерес към различните форми на културни дейности.
В общината ежегодно се провежда Общински преглед на художествената самодейност „С музика, песен и танц в сърцата“. В него взимат участие самодейните певчески и танцови колективи от читалищата. Прегледът има състезателен характер и се осигуряват парични награди за най-добре изявилите се участници.
НЧ „Васил Левски 1911“ в с. Божурица се утвърждава като ежегоден домакин на празниците на Старата градска песен и „Ромският фолклор – песни, танци, музика“. В НЧ „Неофит Рилски“ гр. Тръстеник се организира Биенале на детската рисунка. Участници са деца от школи по изобразително изкуство от цялата страна. Времето за провеждане е последната седмица на месец юни. В читалището функционира и детски самодеен театрален колектив.
В НЧ „Отец Паисий“ с. Ореховица ежегодно се провежда празник на любителското творчество „Пеем и танцуваме край Дунава“. В него взимат участие самодейните певчески и танцови колективи от читалищата. Празникът няма състезателен характер и ограничения в изявите за участниците
От направените археологически проучвания в общината се разкрива едно богато културно наследство, оставено ни от предците, живели по нашите земи. В някои населени места на общината са открити останки от антични некрополи и антични селища. В местността Сухия геран, югоизточно от село Божурица са намерени отделни отрязъци от римски път, за който се твърди, че е свързвал Ескус с Филипопол, Карпатите с Бяло море и е минавал през крайпътната антична станция Ад Путеа (днешното село Рибен).
В община Долна Митрополия има достатъчно дадености за системни проучвания и адаптиране на културно-историческите паметници за нуждите на културния туризъм. На територията на общината има паметници с архитектурна, художествена и археологическа стойност от национално значение. Немалко внимание заслужават и емблематичните за община Долна Митрополия войнишки паметници – монументи, както с художествена, така и с висока емоционална стойност, издигнати в чест на загиналите за борбите за свободата на България.

### Местност Селище
От епохата на Римската империя са останали праисторически селища в местността Селище (Palatium) – североизточната част на село Байкал около 100 дка, I в пр.н.е. На запад от град Palatium се намира некропол, в който са открити саркофази с богат култов инвентар. В близост до с. Байкал има следи от две непроучени селища, където е намерен глинен съд от II – III век с изображение на човешко лице, който днес е експониран в историческия музей в град Плевен, както и бронзов меч от бронзовата епоха, съхраняван в Националния археологически музей в град София.

### Улпия Ескус
Улпия Ескус е древноримски град, разположен на изток от село Байкал на 3 км в местността „Градище“, близо до село Гиген. Античният град е добре проучен и са установени границите му. Разкрити са голяма част от укрепителната система, част от града, разкрити са и монументални административни и култови сгради, както и главна улица и форума, градската канализация, част от монументалната обществена сграда с отоплителна инсталация – хипокауст. Открита е и мозайка с театрална сцена от комедията „Ахейци“ от Менандър, храмът на богиня Фортуна. Атрактивен за туристите е и музеят с лапидариум в близост до античния град.

### Археологически недвижими културни ценности
с. Байкал – сравнително ново село, изградено над античния град Палациум: Праисторически селища – м. Захмет, м. Ямандидол, м. Широк дол и м. Селище, Антични некрополи – вдясно от пътя за Гиген и на запад от Палациум, Античен паметник – до Дунавския град, Античен водопровод – над селото, Антични селища – м. Захмет и м. Широки дол, Римски път – югоизточно от селото и южно от селото, Средновековни селища – м. Зехмет и м. Ямандидол.
с. Биволаре – средновековни селища – м. Чепинци и Средновековен каптаж – м. Чепинци.
с. Божурица – Село Божурица е старо, средновековно селище. В турски документи от средата на XV век то е регистрирано като тимар на охраната на Никополската крепост под името Кацамуница: Римски път – м. Сухия геран, Средновековно селище – м. Дръмката, Средновековен некропол – м. Новачане.
с. Брегаре – Антична крепост – Калето, Античен некропол – на левия бряг на р. Искър.
с. Гостиля – Село Гостиля е заселено през 1890 г. от българи преселници от Банат. Изградено е над старо, късноантично селище: Антично селище – в центъра на селото, Античен некропол – на южния край на селото, Средновековен некропол – до свинарниците.
с. Комарево – Праисторическо селище – м. Припека и Осойна, Антично селище – м. Припека и Осойна, Античен некропол – м. Припека и Осойна, Антично селище –вляво от пътя за с. Крета, Античен некропол – в чертите на с. Комарево.
с. Ореховица – Село Ореховица е старо, средновековно селище, регистрирано в турски документи от средата на XV век под името Раховица като тимар към крепостта Хлуник (неустановена крепост в близост до Никопол), като мезра Раховица към зеамета Плевен, като тимар Раховица, който участва във военни походи. Част от село Раховица през същото столетие е причислена към заемета Гиген. Съществуването на селото през следващите столетия – XVI – XVII век е документирано в регистрите за войнуци към каза Нийболу под името Раховче: Антична крепост – Калето, Антично селище – м. Ченгене сарай, Античен каптаж и водопровод – м. Царевец.
с. Подем – Мъртвица – Антична сграда – в района на селото, Античен некропол – в югозападните райони на селото.
с. Рибен, Рибене, Рибне – Село Рибен е старо средновековно селище, регистрирано в турски документи от средата на XV век като зеамет от хасовете на Никополската крепост под името село Рибене. Съществуването на селището през следващото XVI столетие е документирано в регистрите за войнуци към Нийболу: Праисторическо селище – Такарско, в м. Над езерото, Антична крайпътна станция и крепост, Античен некропол – м. Пукалица, Антично селище – м. Царевец, Античен некропол – м. Царевец, м. Девичина могила, Антично селище – м. Девичина могила, м. Голяма усойна.
с. Славовица – Антично селище – м. Совата, Антична каменоделна – м. Манастира.
с. Ставерци – Село Ставерци е старо средновековно селище, документирано под същото име или под името Иставриче и Иставерче в регистрите за войнуци към крепостта Нийболу от XVI – XVII век: Антична крепост Калето, Антично селище, Античен некропол и гробница.
гр. Тръстеник – Тръстеник е старо средновековно селище, регистрирано в турски документи от средата на XV век, като тимар под същото име – Тръстеник към крепостта Хлуник (неустановена в близост до Никопол): Антично селище – м. Щърбашки геран, м. Парцелите, Античен некропол – м. Парцелите, м. Четирите могили.

### Военни паметници
В памет на загиналите при последния бой за Плевен руски войни от 18-и пехотен Волгородски полк в Руско-турската освободителна война е издигнат паметник – братска могила, намиращ се в гр. Долна Митрополия.
В центровете на гр. Долна Митрополия и село Горна Митрополия е издигнат паметник – обелиск на Пирогов. През 2005 г. е открит в гр. Долна Митрополия паметник на загиналите в Балканската, Междусъюзническата, Първата и Втората световни войни.
В село Рибен – архитектурен паметник пирамида на загиналите във войните през 1912 – 1913 г. и паметна плоча на загиналите от с. Рибен в Първата световна война.
В с. Ставерци, с. Подем, с. Ореховица и град Тръстеник са издигнати архитектурно-скулптурни паметници на загиналите във войните през 1912 – 1913 и 1915 – 1918 г.

### Обичаи

#### Кьорава кобила
Ритуалът „Кьорава кобила“ е традиционен за град Тръстеник и град Долна Митрополия. Той се провежда всяка година на Ивановден.
Ритуалът „Кьорава кобила“ започва в полунощ срещу Ивановден с обхождане на населеното място. Събрани в дома на водача маскираните тръгват по домовете на именниците. Обиколките им са съпровождани с много шум, песни, викове, музика. Стопаните посрещат с радост „кобилата“ и нейните спътници.
В групата задължително присъстват:
- „кобилата“ – дървена конструкция, завита с черга, най-често колна, полуподвижна дървена глава с хлопка на шията. Под конструкцията се движат двама мъже, обикновено младежи, които изпълняват движения, придаващи комедийност на образа.
- „старец“ – мъж, облечен в бяло облекло, скъсан кожух, с овчи калпак и широк тъкан пояс, поръсен с брашно и закичен с червено мушкато. Той води кобилата. В ръцете си държи тояга, с която направлява движенията на кобилата.
- „булка“ – обикновено това е мъж, по-висок от младоженеца, облечен с булчинска носия;
- „младоженец“ – по-дребен и слаб от булката, който през цялото време твърде комично прави опити да я целуне, гали или бие.
- „поп“ – чете за здраве, благославя, като обилно ръси с вода и венчава младите;
- „доктор“ – лекува болната кобила, а наред с нея и събралите се хора;
- „баба с бебе“ – стара баба с малко бебе, която обикновено иска от стопаните храна за детето
- „магаре“ – човек, който носи даровете.

Посетеният от групата на „кьоравата кобила“ дом се счита за защитен от болести и лоши неща, и е благословен за цялата година. Заключителната част на празника е на площада, където е събрано населението. Там се „разиграват кобилите“, „раждат“ се малките кончета, попа венчава младоженците и др.

#### Калушари в с. Байкал
Калушари е езически ритуал, който все още е съхранен на север и на юг от Дунав, където съществуват едни и същи фолклорни форми, коренящи се в насложили се една върху друга древни традиции. Като продължават своето съществуване в народната култура на румънци и българи, тези форми се трансформират съгласно нуждите на възприелите ги общества. Калушарската дружина е малка временна общност, състояща се от нечетен брой мъже, най-често седем, оглавявани от т.нар. ватафин – фигура, изискваща пълно подчинение на останалите.
Включването в дружината става посредством няколко нива на инициация. На първо място желаещият трябва да бъде преценен от ватафина, който взема под внимание неговите душевни и физически качества. Кандидатът трябва да се ползва с добро име сред съселяните си, да няма склонност към престъпване на моралните норми; освен физически здрав, той трябва да бъде „здрав“ по отношение нормите на колективния живот. Тази „чистота“ на кандидата е задължителна, защото в своето битие на лечител ще влезе в контакт с опасни сили и всяка слабост би била пагубна за него и за другите. След като е одобрен, кандидатът приема изпитанието на няколкодневен очистителен пост, след което в присъствието на стари калушари е „осветен“ с вода и специално заклинание изрично от ватафина.
Преди залез слънце дружината се прибира винаги в къща, да не я завари нощта на открито. Дружината се връща срещу Богоявление и отива право в черквата, да и чете свещеника. Който не е четен, щял да полудее. Калушарите от село Байкал, а и всички групи от Северна България, обикалят през месец май.
Тръгнат ли да обикалят по селата, калушарите не се завръщат 12 дни. Преди излизане се прощават с близките, така като че ли няма да се завърнат. През всичките 12 дни те пазят следните правила:
- Не говорят помежду си освен вечер и то малко и тихо;
- Не се кръстят, когато ядат, не благославят, когато пият, не поздравяват, когато срещнат някого;
- Вървейки един след друг, те не позволяват никому да пресече веригата, да мине между тях и всеки стъпва в стъпките на предходника си. Само болни могат да разцепят хорото им, когато играят, и да седнат на средата, за да оздравеят;
- Никога не газят вода, малките вади прескачат, реките минават с кола;
- Ако някой от дружината изостане поради някаква причина, другарят му не го напуска, а стои при него и маха с меча си над главата му да го пази от зли духове;
- Когато спрат да нощуват, не се делят, всички остават в една къща;
- Ако пристигнат в село, от което е някой от калушарите, той не смее да се среща с роднините си;
- Дружината изпраща напред калаузи, за да предупредят селяните за пристигането си, както и да не би да се срещнат с друга дружина и да се сбият;
- Срещнат ли по пътя си кладенец, сухо дърво, стари гробища, кръстопът, обикалят ги три пъти и прекръстват сабите си.

#### Сватби в с. Брегаре
Сватбените тържества започвали в събота вечер, неделя и понеделник. Когато сватбата е била със сгодяване, то младоженката я довеждали в неделя със съответните церемонии и тържества. През целия ден булката нямала право да сяда, а трябвало да посреща и изпраща гости. При „неблагополучие“ т.е. при нередност при булката („честността“ била нещо, на което старите много държали), е имало случаи да отвеждат същата на реката или на кладенеца и да я къпят със студена вода, а на баща ѝ изпращали разводнена ракия в счупено бърде и се искало допълнително руба или зестра в земя.
На самото тържество булката трябвало да мие краката на свекъра, като в това време околните сватбари хвърляли пепел в съда, за да го замърсяват. Всичко това било придружено с музика. След сватбата булката трябвало да ходи винаги забрадена, за да не види косата ѝ нито свекърът, нито деверът. Да не ходи боса или по-право от стъпалото нагоре да е винаги с чорапи. Рязането на косата се е смятало за голям срам и грях. Бракът се е считал за законен, ако е минал през църквата – църковен брак. Разтрогване на такъв е ставало само по решение на владиката.
Изборът на булка е ставал по следния начин. В къщата на исканата от младежа мома са изпращани една – две жени, които правели „разузнаване“ – първите годежарки. Ако родителите на момата са съгласни, изпращат годежарките с китки. Ако не са съгласни да дадат дъщеря си на този младеж, учтиво заявяват, че момата е още малка и има още да тъче и да прави руба и още не е за женене. При съгласие от страна на момата, отиват тежките годежари с бъклица вино и уговарят деня на сватбата.
Тази женитбена процедура не е изпълнявана, ако младежът просто открадва момата (с приставка или влачене) и я отвежда в дома си. Такива случаи са били рядкост по онова време, но към 1882 г. селото било развълнувано от такава една кражба на мома.

#### Баба Марта в с. Брегаре
В края на месец февруари наближава и края на тежката зима. На хората им се искало тя да свърши по-скоро, и за това в навечерието на първи март, бързали да стоплят Баба Марта с буйни огньове, да я укротят, че да не се разфучи и замята едри парцали сняг. Една седмица преди първи март, деца и възрастни се готвят за посрещането ѝ. Вечерта срещу първи март на всеки кръстопът в селото хората правят големи клади и се надпреварват чий огън ще бъде най-голям. Запалването на кладите започва, когато се появи Баба Марта (възрастна жена, облечена в народна носия). Децата запяват песни, а бабата закичва всички с мартенички и раздава домашно приготвени хлебни герданчета, курабийки и царевични пуканки. Народното веселие се провежда под звуците на духовата музика, вият се хора, а празненството продължава до късно през нощта.

#### Песи понеделник в с. Биволаре
Типичен обичай за село Биволаре. Провежда се в някой от понеделниците на март. В по-стари времена всяко семейство е отглеждало по 2 – 3 и повече кучета. Те били верен другар на стопаните, пазели къщата, стадата, овцете, пътували с животинския впряг и били навсякъде. Често се случвало някое от кучетата да се изхайлази и да прави бели. Именно тези лоши кучета са заведени за мъмрене на Песи понеделник. Мястото за провеждане на празника е вдясно от кръчмата на Димитър Миков, мястото на сегашната фурна. Участниците в този обичай са облечени в докторски одежди и въоръжени с дървени шашки (дървени ножове), съоръжени със здрав чатал, с който се притиска кучето за главата и гърба – от съображения за сигурност. Съоръжението за прилагане на санкцията се състои от две върлини, високи 6 – 7 м, долният им край се помества в изкопана дупка около 1 – 1,2 м, широка 30 – 40 см. На горния край са завързвани въжета, които изпъват върлините настрани, а друго средно въже, завързано за двете върлини, равномерно се навива и в долния край се завързва за предните крака недисциплинираното куче. Вследствие на развиването на въжето кучето се върти на големи обороти. След като се развие окончателно въжето, кучето изхвърча на височина 5 – 6 метра. Падналите вече кучета се подплашвали допълнително от шума, възпроизведен от хлопане по тенекия, и се отправяли към дома си. След т.нар. кучешки съд, кучетата спирали да правят бели.

#### Сирни заговезни (Прошка) в с. Подем
Сирни заговезни е важен зимно-пролетен празник в народния календар. Празникът се чества седем седмици преди Великден (винаги в неделя) и трае една седмица, в която се изпълняват различни обреди и обичаи. Във всеки дом се „точат“ и „теглят“ баници със сирене, с тиква, саралия баница, пекат се пити, петли. От мазетата се изнасят кани с вино и ракия. Варят се яйца. Приготвя се бялата халва за „лапане“. По-младите и децата изнасят от пометените дворове слама, кочани, тънки дървета и ги струпват на голяма камара на мегдана на селото. Преди да започне вечерята младите се прощават с по-възрастните – свекър, свекърва, брат, сестра, като им целуват ръка и казват: „Ха прощавай …! Дай ми прошка, ако нещо съм прегрешил пред теб.“ Възрастните отговарят: „Простено да ти е“. Дай ми прошка, ако нещо съм прегрешил пред теб.“ Възрастните отговарят: „Простено да ти е“. След вечерята започва атрактивната част на заговяването. В центъра на стаята на дълъг конец от тавана се завързва парче бяла халва или варено яйце. Започва „лапането“. Това е най-веселата част от заговяването за децата. В надпреварата се опитват да уловят парчето бяла халва с уста, без помощта на ръцете. В Подем Сирните заговезни са известни още като „Маскирница“. Същата нощ възрастни, младежи и деца се предрешват и на групи от по 4 – 5 души ходят от къща на къща. Късно през нощта всички се събират на селския площад, където лумват огньове. Вярва се, че колкото по-голям е огънят, толкова по-защитено ще е селото. Започва прескачането на огъня – ритуал, чрез който хората се отърсват от болестите, бълхите и зимната летаргия. На следващия ден празникът продължава с „Кукеровден“. В деня преди Заговезни започва подготовката за Кукеровден. В дома на един от кукерите се събират участниците, за да подготвят маските и костюмите си. В деня след Заговезни кукерите започват да обикалят селото, приети са във всеки дом. Смята се че с хлопането си прогонват злите духове и зимния студ. Характерен ритуал за село Подем, който извършват кукерите е т.нар. сеитба. Един от кукерите отмерва с широки крачки лехата, която ще се оре. След това главния арапин (друг от кукерската група) впряга в ралото крава и вол (кукери преоблечени като младоженци) и започва да оре. След него царя с кринче в ръка хвърля жито и благославя. Всички събрали се на площада се стремят да си вземат от тези зрънца, за да захранят кокошките си, за да снасят повече. След завършване на сеитбата кукерите минават покрай присъстващите с големи пити и подават на всеки къшей, вадят изпод кожите си слама, която стопаните вземат, за да сложат в полозите на кокошките. Кукерският празник завършва с голямо общоселско тържество.

#### Гергьовден в с. Комарево
Празнува се на 6 май. Счита се, че св. Георги Победоносец е покровител на овцете, и овчарите го честват като свой ден. На Гергьовден болните се извеждат до ливадите да се „окъпят“ в росата, а краставите – в ечемичена нива. Стари и млади се теглят на кантар за здраве и се люлеят на люлки. Рано сутринта младежите отиват в близката гора да наберат върбови клонки и от цветето Гергьовка, които изплитат венче и го поставят на главата на агнето. Агнето се коли върху поставената в средата на къщата синия. Под синията има котел със затоплена вода, в който изтича кръвта на закланото агне. От смесената с кръв вода се замесва хляба за този ден, като върху питката се правят орнаменти от тесто, подобно на Великденските. В по-далечното минало е имало традиция – ненужните вътрешности на агнето да не се дават на кучетата, а да се отнесат и хвърлят в реката. Овчарят потапя ръцете си в кръвта и оставя белези по вратата на къщата и присъстващите членове на домакинството. Този обичай е известен като „белязване“. Опеченото агне се прикадява. Парчетата месо от него и от хляба, наречен кошара, се разнасят на близки и съседи за здраве на стадото. В миналото стопаните са занасяли агнетата си за прикадяване на Черковището, а след построяването на църквата – в църковния двор. На следващия ден след Гергьовден, на 7 май не се работи, а се празнува за опазване на полските култури от природни бедствия и особено градушки. За целта в полето се принася курбан, известен като Храни поле. В миналото клането на агнетата за курбана се извършвало под Големия бряст, за да изтече кръвта им към корените му, където се криела голяма змия. Самото тържество комаревчени провеждали в миналото на синора до нивата на Марин Пенков, където имало оброчен камък, а по-късно при Черквището. За увековечаване на тази традиция, земеделската дружба поставила през 1921 г. при Черковището оброчен паметник, но впоследствие за него не се полагат грижи.

#### Благовещение в с. Ставерци
Благовещение е голям църковен празник, утвърден от VII век. Според светото писание на този ден, девет месеца преди раждането на Исус Христос, на Богородица се явява архангел Гавраил. Той съобщава, че ще стане майка на Божия син. Този ден е свързан с идването на птиците и окончателното пробуждане на пролетта. Вярва се, че излизат всички змии и гущери, всички самодиви, змейове, вили, русалки и други мистични създания. Голяма част от ритуалите на този ден се изпълняват за предпазване от тези създания. Обичай било в селото през нощта на 25 март да се почистват дворовете и на сутринта да се палят огньове, за да избягат змиите и гущерите. На четирите ъгли на къщата се пали огън, той да пуши и да пречи на змиите да влизат вкъщи. Пукат се пуканки, за да се пукат очите на змиите. Момчетата прескачат огъня, за да им се опърлят краката и да не ги хапят змиите, а момичетата не бива да пипат остри предмети, за да не ги ухапе змия. Най-възрастната жена в семейството взема машата и ръжена и започва да чука, обикаляйки двора и викайки: „Бягайте змии и гущери, че идват татари и ще ви мерят с кантари“. Вярва се, че на този ден всичко което се прави е добро, благо, ще има хубав край. Посадено на този ден дърво ще дава сладки плодове. Пчеларите пускат на този ден пчелите от кошерите, за да им е благ медът. На този ден продупчвали ушите на малките момиченца в селото, тъй като се вярва, че раните зарастват по-лесно и болят по-малко на Благовец. Традиция в селото е на този ден да се яде риба. Жените готвят рибник и изпичат „шарен хляб“ (две кори тесто, между които се нарежда много лук), задължително се прави и обредна пита с мед, която се раздава на близки и съседи за здраве и щастие на семейството.

## Топографска карта
- Лист от карта K-35-1. Мащаб: 1 : 100 000.
- Лист от карта K-35-13. Мащаб: 1 : 100 000.
- Лист от карта K-35-14. Мащаб: 1 : 100 000.